# Пожежний сповіщувач

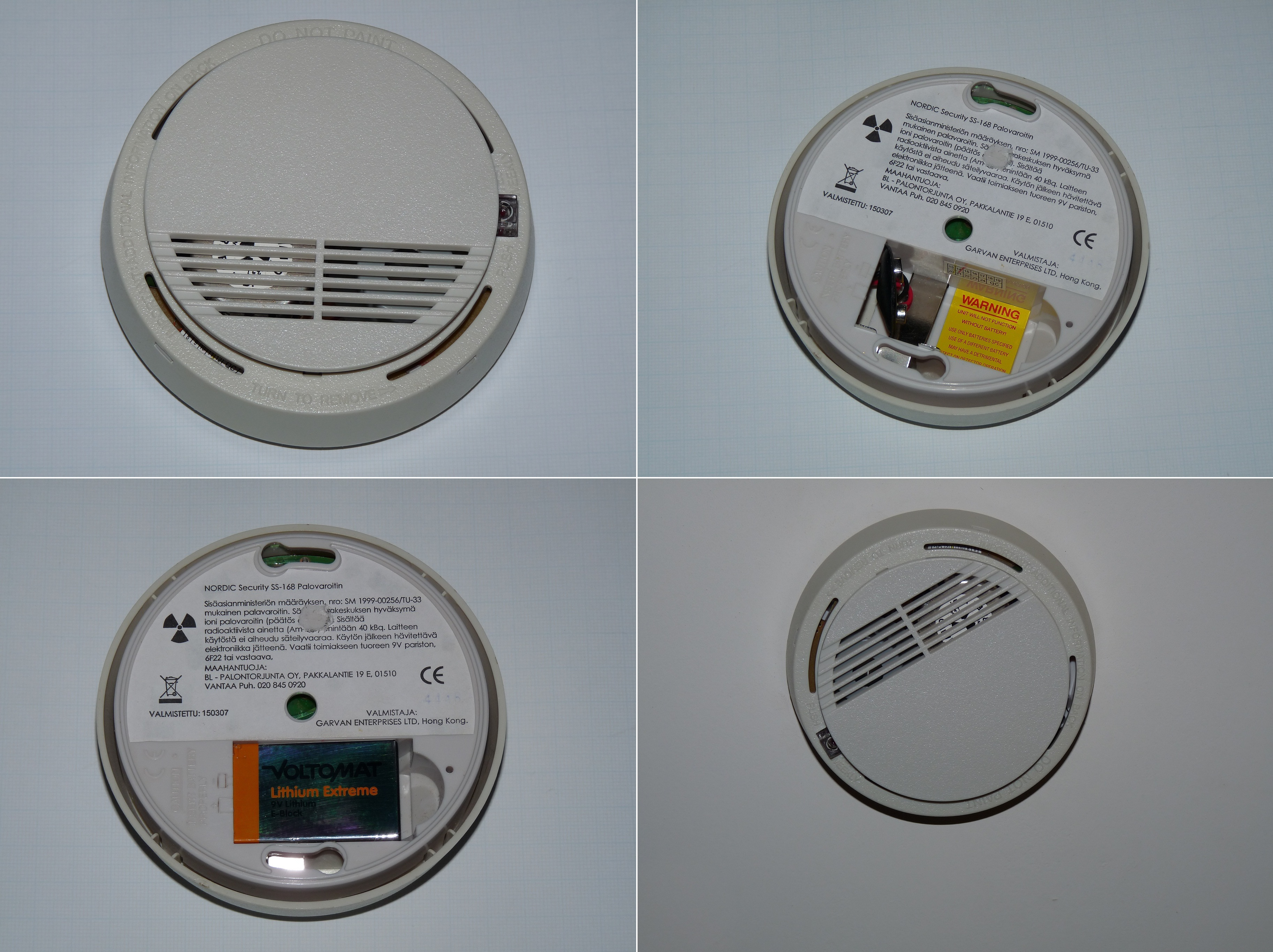
Автономний іонізаційний (радіоізотопний) димовий пожежний сповіщувач з живленням від літієвої батареї

Поже́жний спові́щувач (англ. fire detector, рос. пожа́рный извеща́тель) — компонент системи пожежної сигналізації, призначений для виявляння пожежі на ранній стадії її розвитку шляхом контролю фізичного чи хімічного явища, пов'язаного з пожежею (дим, тепло, оптичне випромінювання) та передачі сигналу на пожежний приймально-контрольний прилад (ППКП).

## Класифікація
Стандарти серії EN 54 Європейського комітету зі стандартизації та відповідна серія ДСТУ EN 54, прийнята в Україні, класифікують пожежні сповіщувачі кількома способами:

### За явищем

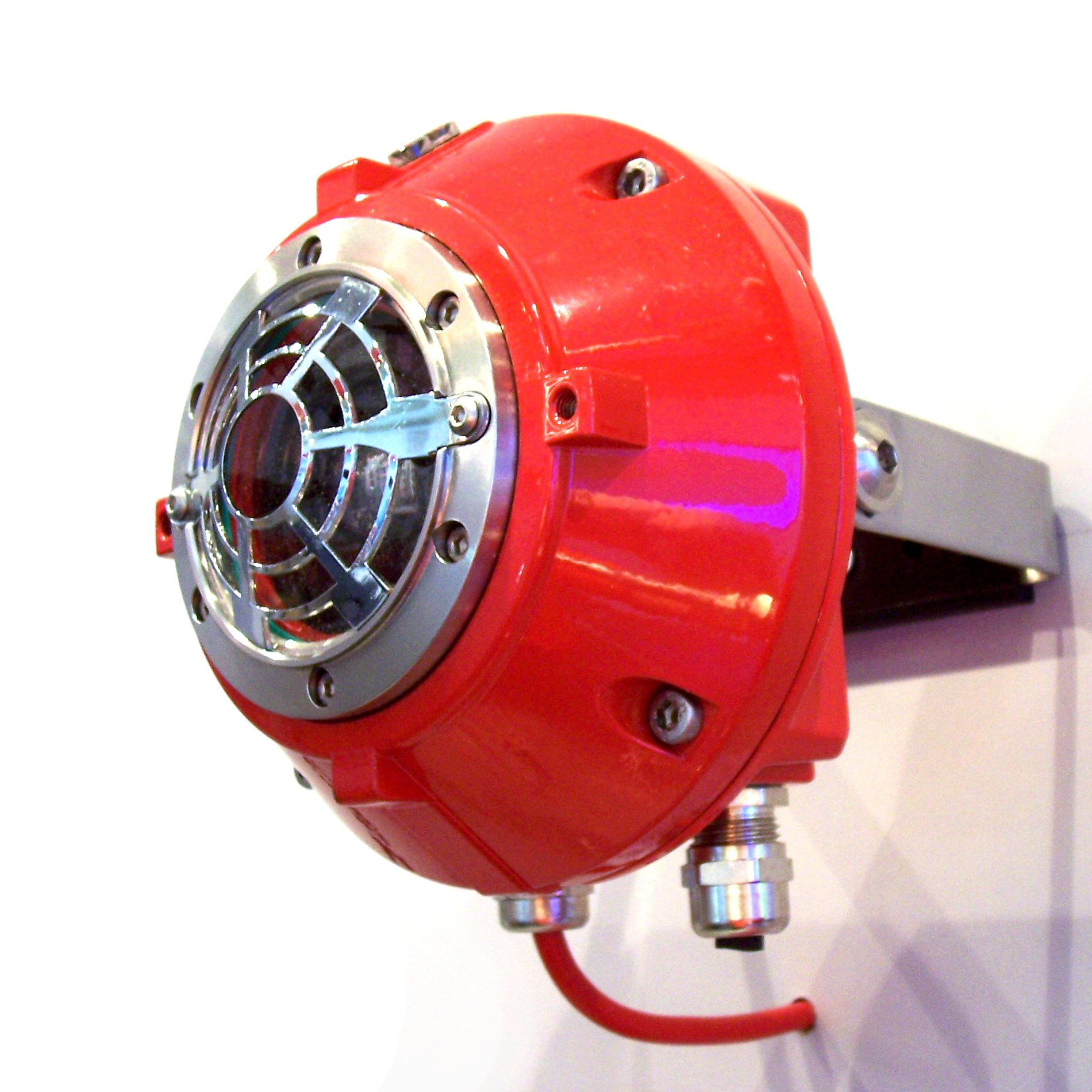
Сповіщувач полум’я, що реагує на ультрафіолетове випромінювання.
Промислове виконання.

За фізичним або хімічним явищем-ознакою пожежі розрізняють сповіщувачі, які реагують на:
- Димовий сповіщувач (англ. smoke detector) — реагує на присутність у повітрі аерозольних частинок (продуктів згоряння та/або піролізу). Димові сповіщувачі додатково класифікуються за способом виявлення аерозольних частинок:
  - Іонізаційний сповіщувач (англ. ionization smoke detector) — реагує на зміну струму в камері чутливого елемента сповіщувача, спричинену іонізацією аерозольних частинок випромінюванням радіоізотопа;
  - Оптичний сповіщувач (англ. optical smoke detector)) — реагує на зміну інтенсивності сигналу, спричинену розсіюванням або поглинанням оптичного випромінювання;
- Тепловий сповіщувач (англ. heat dectector) — реагує на підвищення температури середовища;
- Газовий сповіщувач (англ. gas detector) — реагує на газоподібні продукти згоряння (наприклад, чадний газ);
- Сповіщувач полум'я (англ. flame detector) — реагує на специфічний для відкритого полум'я характер оптичного випромінювання.

Сповіщувачі, які аналізують одночасно кілька різних явищ, називаються комбінованими (англ. multisensor detector).

### За алгоритмом аналізу
- Максимальний сповіщувач (англ. static detector) — сигнал про пожежу формується при перевищенні виміряною величиною, що характеризує ознаку пожежі, визначеного значення;
- Диференційний сповіщувач (англ. differential detector) — сигнал про пожежу формується шляхом аналізу різниці величин, отриманих від двох або більше чутливих елементів;
- Динамічний сповіщувач (англ. rate of rise detector) — сигнал про пожежу формується при перевищенні виміряною величиною заданої швидкості зміни;

### За конфігурацією
- Точковий сповіщувач (англ. point detector) — аналізує ознаки горіння поблизу визначеної точки;
- Багатоточковий сповіщувач (англ. mult-point detector) — аналізує ознаки горіння поблизу декількох точок;
- Лінійний сповіщувач (англ. line detector) — аналізує ознаки горіння поблизу визначеної лінії.

### За типом вихідного сигналу
- Дворежимний сповіщувач (англ. two-state detector) — видає один двох можливих сигналів: «норма» або «пожежна тривога»;
- Багаторежимний сповіщувач (англ. multi-state detector) — може видавати один із сигналів з набору станів (більше двох), наприклад, «норма», «пожежна тривога», «аварія»;
- Аналоговий сповіщувач (англ. analogue detector) — вихідний сигнал містить інформацію про величину ознаки у вигляді аналогового чи цифрового сигналу.

### Інше
Стандарт додатково виділяє такі типи пожежних сповіщувачів:

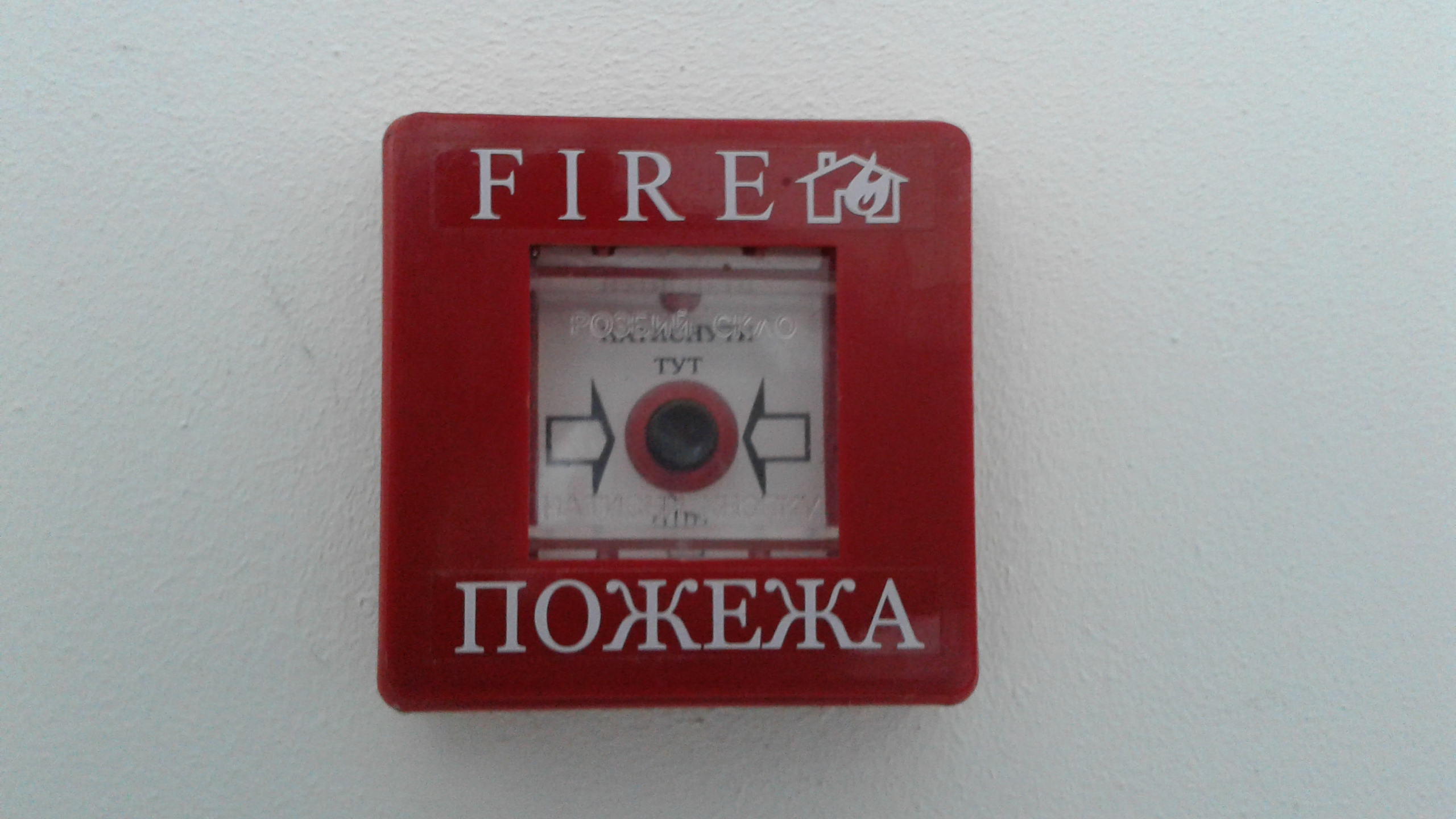
Кнопка про пожежу

- Кнопка про пожежуРучний сповіщувач (англ. manual call point) — пристрій, призначений для подавання сигналу тривоги людиною, яка ухвалила рішення про наявність пожежі;
- Автономний димовий сповіщувач (англ. self-contained smoke alarm) — пристрій, призначений для виявляння пожежі та оповіщення у житлових приміщеннях. Не приєднується до ППКП. Об'єднує джерело живлення, точковий димовий сповіщувач та засіб оповіщення.

## Автоматичні пожежні сповіщувачі[Архівовано30 вересня 2017 уWayback Machine.]
Автоматичні пожежні сповіщувачі, можуть попередити про початок пожежі, під час її утворювання. Після початку пожежі, спалах димових газів, також званий «переповненням», може відбутися за 3-4 хвилини, але у разі займання сухої ялинки, вже по одній хвилині після виникнення вогню.
Тому рання дієва сигналізація, за допомогою автоматичного пожежного сповіщувача, має велике значення не лише для дорогих щодо евакуації будівель, таких як: готелі, будинки для однієї сім'ї з великою кількістю дітей, будинки для людей похилого віку, але й для будь-якої квартири.

### Сповіщувач горючого або димового газу
Більш докладно у статті Димовий сповіщувач
Сповіщувач горючого або димового газу,  буде звучати, якщо концентрація монооксиду вуглецю, діоксиду вуглецю або
інших газів згоряння у приміщенні, перевищить певне значення, і тому є небезпека пожежі або отруєння димом. Їх також, можна використовувати у теплих, запорошених або димних приміщеннях, де теплові сповіщувачі і димові пожежні сповіщувачі, використовувати неможливо.
Наприклад, детектор оксиду вуглецю, використовується для контролю концентрації СО у приміщенні з димарем, що дозволяє уникнути отруєння чадним газом.

### Тепловий пожежний сповіщувач
Якщо температура у приміщенні, перевищує певне значення (зазвичай, близько 60 °C), або якщо температура навколишнього середовища, протягом певного часу, буде підвищуватися занадто швидко (термодиференційна оцінка), то буде звучати сигнал тривоги.
Теплові сповіщувачі, особливо часто використовуються у задимлених або запорошених приміщеннях, в яких димові сповіщувачі не придатні, наприклад, у майстернях або на кухнях. Вони дешевші, але реагують повільніше, ніж димові пожежні сповіщувачі.
Наприклад, спринклерні системи також, спрацьовують від підвищення температури. Вони менше підходять для особистого захисту, оскільки опікун може розпізнати вогонь набагато раніше. З іншого боку,  людина, що спить, буде задихатися газами від вогню, перш ніж тепловий давач, зможе виявити підвищення температури.

### Димовий пожежний сповіщувач
Див. основну статтю Димовий сповіщувач

Найбільш поширеними пожежними сповіщувачами, є оптичні або фотоелектричні давачі диму. Вони працюють за 

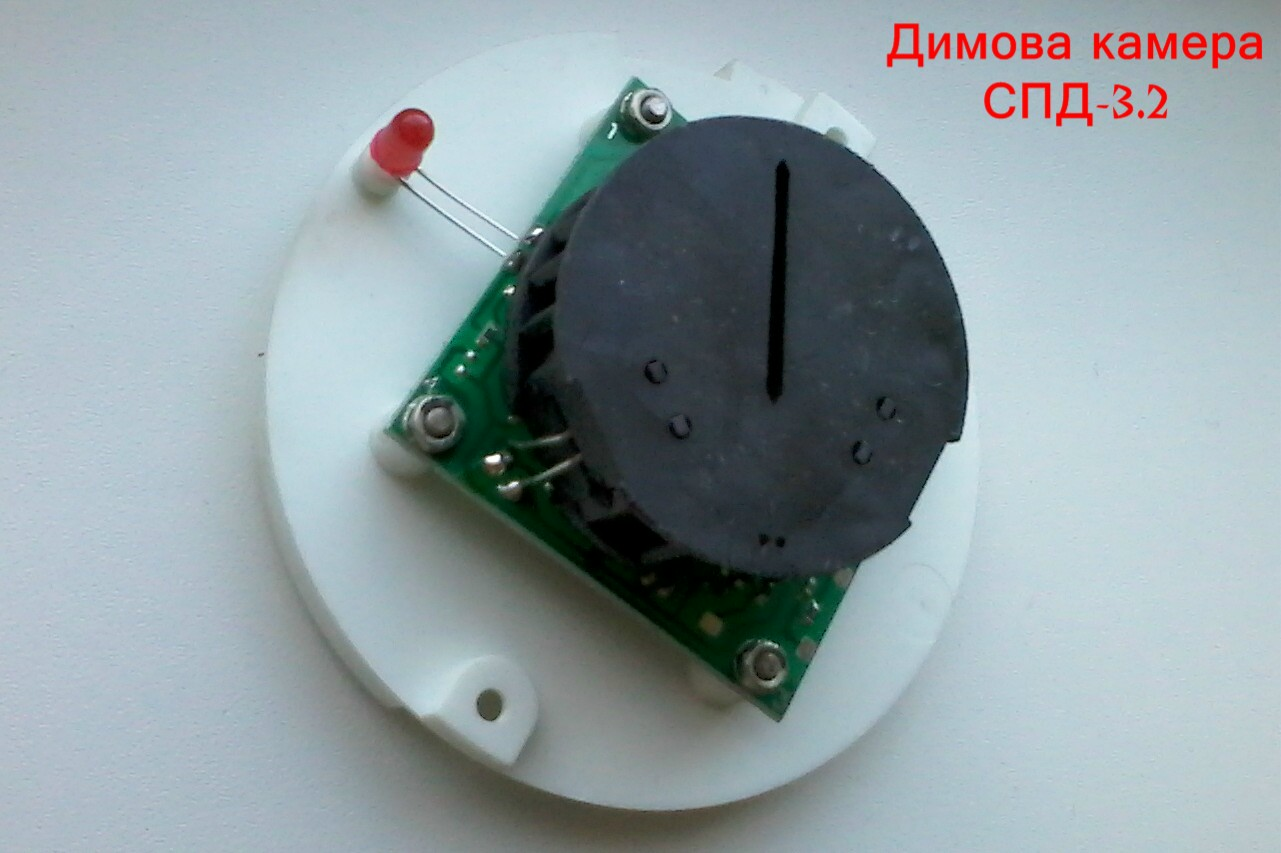
Димова камера давача СПД -3.2

методом розсіяного світла (ефект Тіндала): чисте повітря практично не відбиває світло.
Автономні димові сповіщувачі, призначено для житлових будівель, квартир і кімнат з житловими приміщеннями. На додаток до димових сповіщувачів є, також, теплові сповіщувачі. Сучасні пристрої об'єднують обидва способи виявлення, і таким
чином забезпечують викриття вогню з невеликим димом, або з його відсутністю.
Димові сповіщувачі можуть бути пов'язані один з одним по радіо або кабелем. Перевага у разі пожежі полягає у тому, що він також попереджає, якщо загрожена кімната знаходиться на іншому поверсі, і звук сигналу не мережевого давача, не почують. Однак правильний шлях евакуації, повинен залишатися явним. Підключення до будівельної технології за допомогою системи KNX, дозволяє запускати подальші дії: вмикати освітлення на евакуаційному шляху, відкривати штори, або відправляти повідомлення телефоном або SMS. Стандарт не дозволяє внутрішнім давачам диму, використовуватися в якості пожежних сповіщувачів у системі виявлення пожежі BMA.

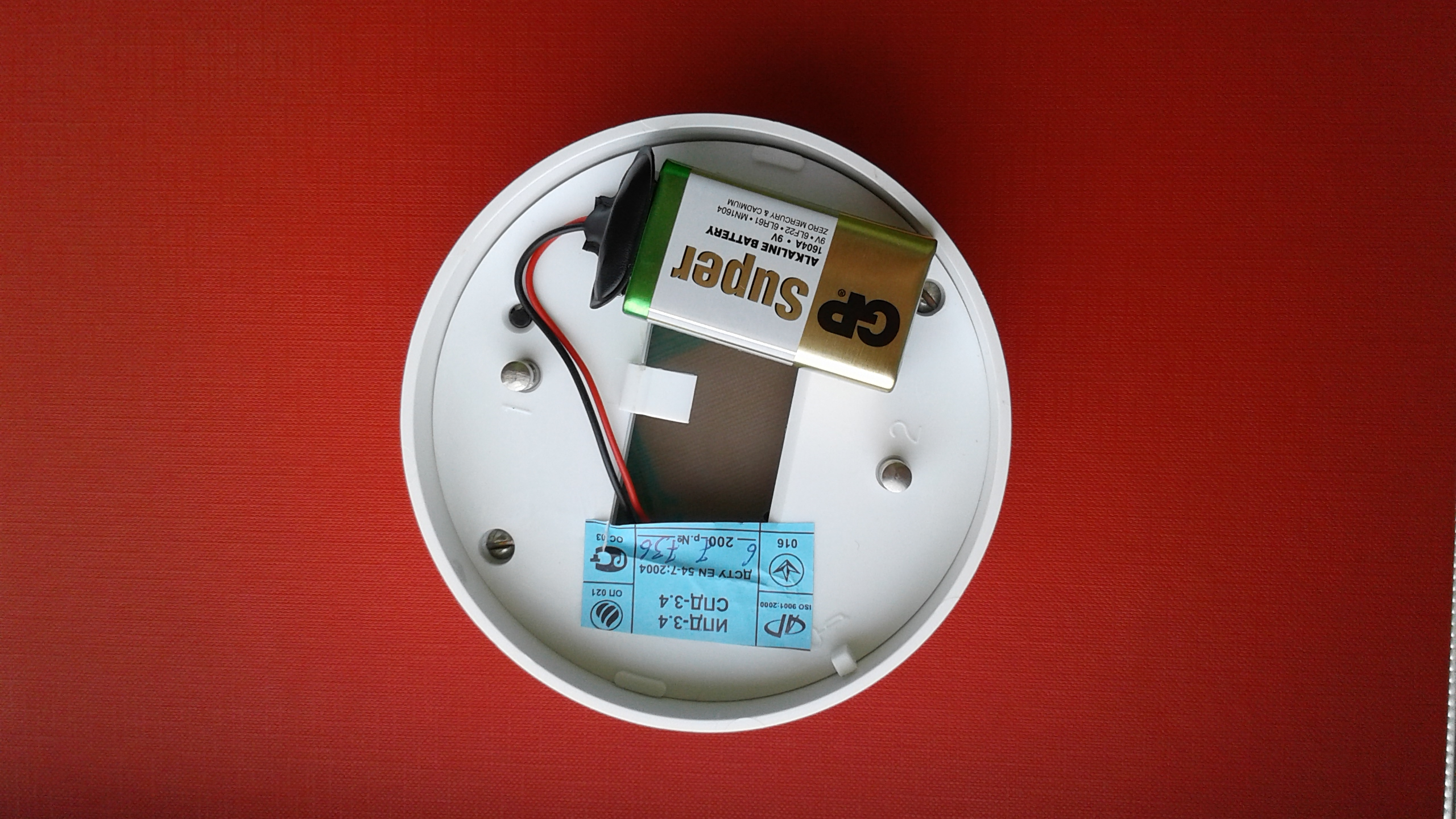
Димовий сповіщувач автономний СПД 3.4 (батарейний відсік)

На відміну від пожежних сповіщувачів, які повинні повідомляти про займання, пожежній службі через системи пожежної сигналізації, домашні автономні димові сповіщувачі, мають першочергове завдання - попередити людей, які знаходяться у приміщеннях від можливих пожеж. Особливо люди, котрі сплять, ризикують не узнати про пожежу на початковому відрізку, що може легко нашкодити їм. Тому домашні давачі диму, служать, насамперед, захисту людей, а не власності.

### Давачі полум'я
У такий давачах, для виявлення полум'я, використовуються характерні модульовані викиди полум'я в інфрачервоному спектрі ультрафіолетового випромінювання. Найчастіше, в одному корпусі об'єднуються кілька давачів, які працюють спільно, щоби запобігти помилковій тривозі. Ці детектори реагують лише тоді, коли присутнє інфрачервоне випромінювання полум'я.
Вони використовуються, коли відбувається швидкий розвиток відкритого полум'я у разі спалаху пожежі.

### Множинний пожежний давач
Багатосенсорні сигналізатори - це пожежні сповіщувачі, які працюють з декількома давачами. Наприклад, задля виявлення, сповіщувач може об'єднувати систему виявлення оптичного давача диму та систему виявлення, теплового давача, в одному пристрої. Події оцінюються за допомогою електроніки (нечітка логіка). Це об'єднання, робить такий сповіщувач менш чутливим до помилкових та хибних тривог.

### Спеціальні давачі

#### Лінійні давачі диму
Лінійний давач диму складається з передавального пристрою та пристрою прийому, для інфрачервоного світла, та встановлюється на стіні під стелею. Давач тут, реагує на ослаблення світлового жмуту між передавачем і приймачем, під впливом диму, подібним світловій перегородці.

#### Лінійний тепловий давач
Лінійні теплові сповіщувачі, які в основному, використовуються для догляду тунелів або гаражів, є скупченнями давачів. Підвищення температури, виявляється за допомогою сенсорного кабелю, залежно від довжини підігрітої ділянки. Зміна температури призводить до зміни опору між увімкненими колами у лініях давачів. У разі підвищення температури, опір (терморезистор) знижується. Ця відмінність, стає помітною у пристрої оцінки, який і виводить повідомлення про тривогу, за попередньо встановленою, позначкою сигналу. Кабель давача, захищений від механічних та хімічних впливів, а також від корозії, вологи та пилу.
Сучасні лінійні пожежні сповіщувачі, працюють за допомогою скловолоконних кабелів і використовують ефект раманівського розсіяння для вимірювання температури (вимірювання оптичної щільності оптоволокна). Перевагами цих систем, є довгий відрізок (кілька кілометрів з можливістю оцінки), висока гнучкість, відсутність хибної тривоги та стійкість до перешкод від електричних полів.
Інший вид вимірювання тепла, здійснюється за допомогою сенсорних труб, що заповнюються газом або рідиною, і покладені на стелю у місці, яке підлягає спостереженню. Якщо ці труби нагріваються вогнем або повітрям, нагрітим вогнем, рідина розширюється всередині труби, а підвищення тиску записується на вимірювальний пристрій.(2)

#### Система всмоктування диму
Система забору диму (скорочено лат.: RAS) - це система пожежної сигналізації яка може замінити розташування 

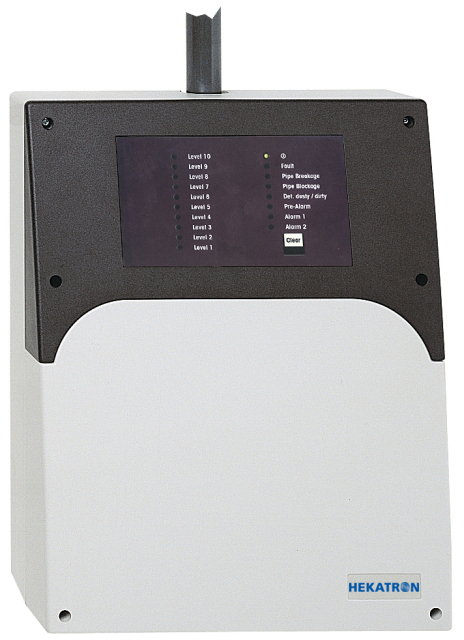
ASD516

декількох одиничних давачів диму. Вимоги до них. визначено у стандарті DIN EN 54-20 і вони поділяються на класи за чутливістю:
- Клас А, висока чутливість;
- Клас В, підвищена чутливість;
- Клас С, стандартна чутливість.

RAS складається з простої системи труб та пристрою оцінювання. Впускні отвори вводяться до трубної системи, а певний діаметр досягається за допомогою всмоктувальних плівок. Залежно від вимог, може бути встановлено повітряні фільтри та сепаратори конденсату, між системою труб та пристроєм виявлення. Вентилятор, вбудований до пристрою вимірювання, постійно висмоктує повітря з ділянки спостереження крізь трубну систему. Кожну всмоктувальну одиницю, можна розглядати як окремий давач диму.
Зразки повітря надходять до приладу виявлення, та досліджуються там щодо частинок диму з використанням вбудованих пожежних давачів. Давачі, які використовуються, як правило, мають високочутливі оптичні детектори диму, щоби розпізнати дим, розбавлений через повітря, що висмоктується з приміщень без диму. Чутливість вимірювальної камери, вказується у світлій каламутності (загасання) на метр (світлопрозорість від 0,005 до 20% тут не рідкість). Ці системи може бути доцільно пристосовано до умов довкілля.

### Розташування
Сповіщувачі, які працюють на виявлення диму, повинні завжди встановлюватися у найвищому місці кімнати, адже дим  

Довідник з розміщення димових сповіщувачів (США, 2007 рік), який передбачає розміщення на кожному поверсі будівлі та в кожній спальні

піднімається. У разі установки в конічному даху, давач ніколи не повинен розташовуватися зверху, оскільки висхідне тепле повітря створює так звану теплову подушку 30-50 сантиметрів, яка сприяє тому, що дим ніколи не досягає
вершини.
Якщо димовий сповіщувач, прикріплено до похилого даху, слід зазначити, що детектор повинен бути встановлений горизонтально на додаток щодо вимог до висоти розташування. В іншому випадку, є небезпека того, що дим пройде крізь давач, і не викличе спрацювання.
Фарбування димового сповіщувача, може призвести до засмічення отворів для впуску повітря, і в нього не потрапить дим.
В автономних димових сповіщувачах,  використовуються лужні або літієві батареї через їх високі ємності і тривалі терміни придатності. Якщо батареї розряджено, сигналізація про дим відімкнена.(3)

### Несправності та омана
Пожежні бригади та місцеві мешканці, мають проблеми з помилковими тривогами. Це може бути викликано недостатньою технічною підтримкою та несприятливим розташуванням або налаштуванням пожежних сповіщувачів. Оманливі тривоги також, можуть свідчити про незвичайні дії поблизу давача. Прикладами є: робота навантажувачів з двигунами внутрішнього згоряння, а також куріння тютюну під сповіщувачем. Додатковими джерелами похибки є: водяна пара (приготування їжі, купання, миття, прасування), спрей для волосся та каніфоль (паяння). Одним зі способів зменшення помилкових спрацювань, є застосування зміни розташування приладу або вибір іншого виду давача, наприклад, горючого газу або за способом нагрівального елемента, замість фотоелектричного детектора диму або навпаки.

### Обслуговування
Стенди перевірки давачів і випробувальні спреї, використовуються для підтримки димових сповіщувачів. Сповіщувачі легко знімаються з основи, що дозволяє відкривати та чистити їх на високих стелях. Тестові зонди рекомендовано відповідними виробниками давачів.
Той, хто замовив пожежний сповіщувач, зобов'язується, що всі давачі буде випробувано щонайменше один раз на рік. У Німеччині, наприклад, фахівцям потрібні додаткові квартальні перевірки груп сповіщувачів та тривоги, центрами виявлення пожеж.